# Seminarium Stephaneum
A Seminarium Stephaneum – Seminarium Sancti Stephani Regis, vagyis Szent István Szeminárium, szlovákul Seminár sv. Štefana – katolikus papnevelő intézet volt Nagyszombatban, amikor a város az esztergomi érsekség székhelye volt.
Mintegy háromszáz évvel ezelőtt, 1724-ben lett a szeminárium otthona a mai Halenárska utca 1. szám alatt álló barokk saroképület, amely ma Szlovákiában kulturális műemlék.

## Az intézmény
A tridenti zsinat (1545–1563) előírása szerint minden egyházmegyének saját papneveldét kellett működtetnie. Az esztergomi egyházmegye és káptalan székhelye a török hódoltság idején, 1543-tól kezdve Nagyszombatban volt. Oláh Miklós esztergomi érsek (1553–1568) itt alapította meg az egyházmegyei papneveldét 1566-ban. A következő évben megnyílt intézet felügyeletét a káptalan látta el. (A városban 1561-től működött jezsuita kollégium az 1566. évi tűzvészt követően megszűnt, és a jezsuiták elhagyták Nagyszombatot). 
Pázmány Péter (esztergomi érsek 1616–1637) 1619-ben házat vásárolt a város Káptalan utcájában (ma Kapitulská utca), hogy benne nemesi konviktust létesítsen, de azt 1630-ban feloszlatta. A helyén emeltetett épületben nyílt meg 1631-ben a Pázmány Péter által alapított egyházmegyei Szent István-szeminárium, szintén a káptalan irányítása alatt. Később beolvadt ebbe az intézetbe az Oláh Miklós érsek által létesített régi szeminárium. 1647-ben már mindkét intézet ugyanazon prefektus felügyelete alá tartozott. 1683-ban az épület leégett a „Thököly katonáinak vigyázatlansága folytán” kitört tűzvészben, ref  Nagyszombat vagy más fogalmazásban: amikor „a Thököly-féle felkelők fosztották ki, illetve gyújtották fel Nagyszombatot.” A tűzvész után az épületet 1689-ben Széchényi György esztergomi érsek (1685–1695) állíttatta helyre. 
A szeminárium 35 évvel később költözhetett át az 1724-re elkészült új épületbe, amely jelenleg az egykori Stephaneum helyeként ismert. Azután a Nagyszombati Egyetemmel együtt 1777-ben Budára telepítették, onnan később Pozsonyba került, majd 1802-ben vissza Nagyszombatba. (Más forrás szerint: „A Szent István Szeminárium 1782-ig működött az épületben, amikor is Pozsonyba költöztették. Az épületből rokkant katonák kórháza lett”.)
Az érseki hivatal és a káptalan 1820-ban tért vissza Esztergomba. 1850-től „az Oláh által létrehozott és Pázmány által továbbfejlesztett Stephaneum” is Esztergomban, a vízivárosi ferences zárdában működött, majd 1865-ben költözött át a városban emelt új szemináriumi épületbe. Miután Nagyszombatból 1885-ben a Marianumot is Esztergomba telepítették, a két intézményt egyesítették.

## A nagyszombati épület
Az egykori Stephaneum épülete Nagyszombat történelmi központjában, a Halenárska és a Mikuláš Schneider-Trnavský utca (régebben Szeminárium utca) találkozásában, a Halenárska u. 1. szám alatt áll. A Halenárska utca (korábbi neve Simor János utca, eredetileg Posztó utca [Súkenná ulica]) a Ján Hollý utcában folytatódik, ahol a Collegium Rubrorum, az Adalbertinum és más egyházi műemlék épületek sorakoznak.
Az egykori Stephaneum kétszintes, szabálytalan téglalap alaprajzú, négyszárnyú, belső udvarral rendelkező barokk épület.

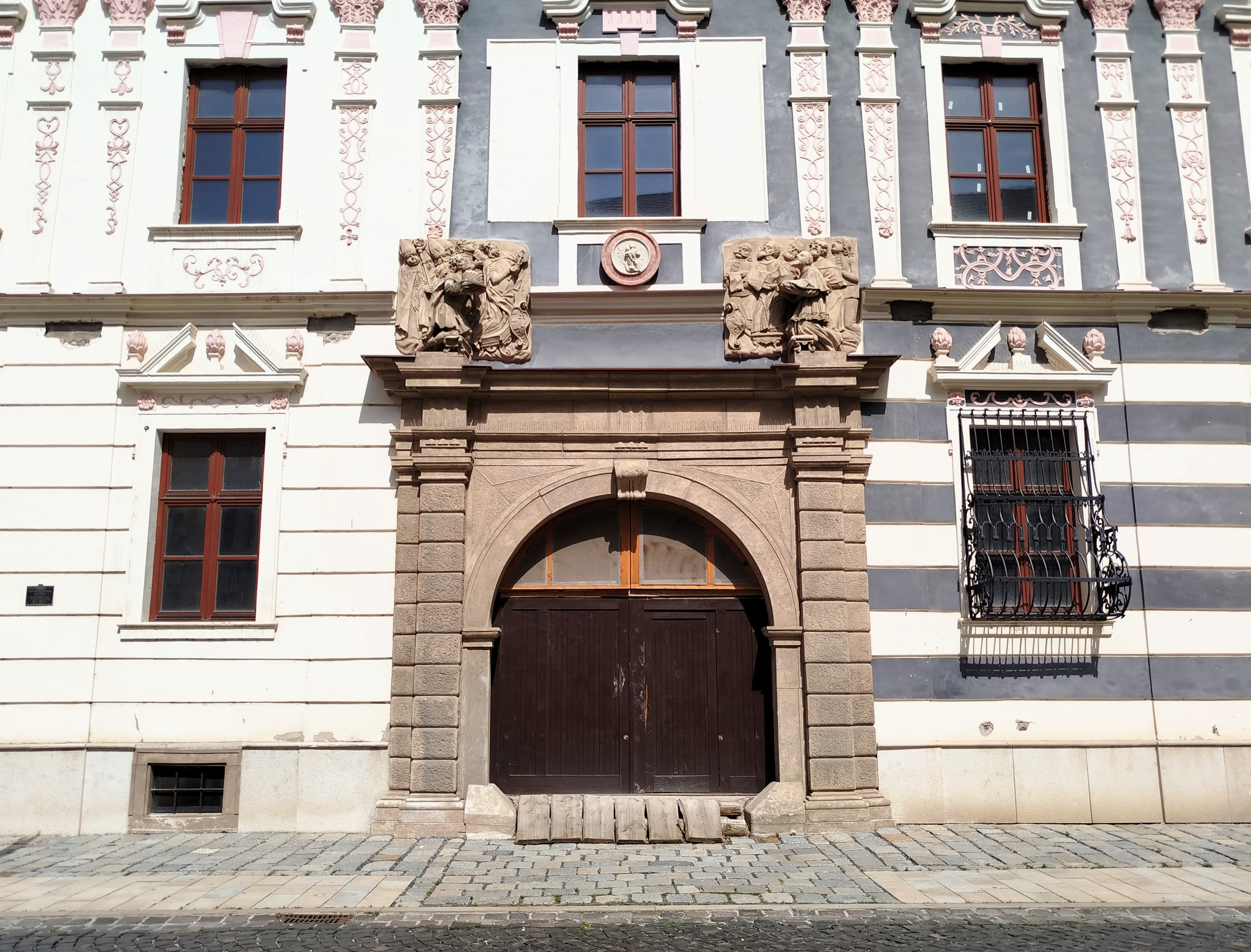
Az épület portálja, Halenárska u. 1. (2024)

A 2020-ban végzett feltárási munkák megmutatták, hogy az ingatlan a középkorban (a 13-14. század fordulóján) kezdett beépülni. A mai épület helyén eredetileg két ház állt, amelyek az 1556-os anyakönyvek szerint a Zavarból származó Krištof Zavary de Majthény családjához tartoztak. A Kristof Zavary nemes házával szomszédos házat 1561-ben Oláh Miklós esztergomi érsek vásárolta meg. Az épület egymás után több nemesi család tulajdonába került, 1631/1632-ben Lósy Imre esztergomi kanonok volt a tulajdonos, 1637-ben pedig Esterházy Miklós szerezte meg az épületet. Az Eszterházy család tulajdonába került házon 1649 körül jelentős átalakításokat hajtottak végre, a középkori épületek falmaradványait is beépítették a reneszánsz kastélyba. 1713-ban az utolsó Esterházy-tulajdonos, (Esterházy Ferenc?) a leendő szeminárium céljaira eladta kastélyát az egyháznak, (illetve Mérei Mihály esztergomi kanonok vásárolta meg tőle 1713-ban a szeminárium céljára).
A következő tíz évben négy épület egyesítésével történt az Esterházy-kastély jelentős módosítása. Az 1714 és 1724 között barokk stílusban történt átépítés meghatározta az épület alaprajzát és építészeti formáját, amely mind külsőleg, mind belsőleg sok vonásában napjainkig megmaradt. Az átalakítás után egy terjedelmében és funkciójában egyaránt új épület jött létre: a Szent István Szeminárium (Stephaneum). A bécsi Kinsky-palotával való hasonlóság alapján feltételezhető, hogy tervezője Johann Lukas von Hildebrandt építész köréhez tartozott.
A szeminárium Esztergomba költöztetése után, 1850-től 1886-ig az érseki helynök lakott az épületben, 1887-ben az érseki fiúárvaház, a szocialista időszakban pedig gyermekotthon kapott itt helyet, és az 1960-as években felújításra is sor került. Törvényi szabályozás alapján 1997-ben a leromlott állapotban lévő épületet visszaszolgáltatták az egyháznak. Attól kezdve konzerválási munkákat, kutatásokat és más fontos munkákat végeztek. A két, utcára néző homlokzatot az eredeti állapotában állították helyre, megtartva a fehér, rózsaszín és fekete színek váltakozását.

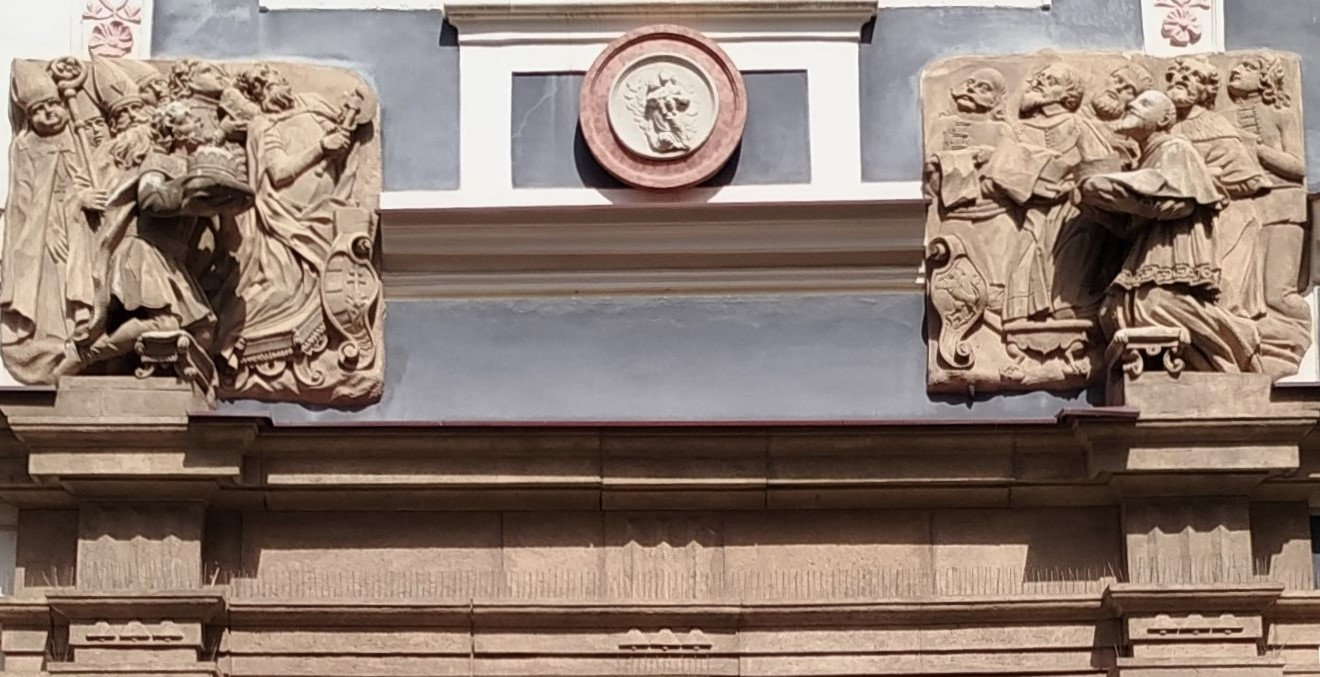
A portál feletti dombormű töredék

Az épület művészettörténeti értékét több helyiségben a barokk és rokokó stukkódíszítések, valamint az egykori refektóriumban és a kápolnában található falfestmények emelik. Utóbbiakat Johann Ignaz Cimbal (1722-1795) és ifj. Josef Winterhalder (1743-1807) barokk mestereknek tulajdonítják. 
A Halenárska utcai portálon, a bejárat fölött két domborműrészlet látható. A bal oldali részlet központi alakja Tüskés Anna ismertetése szerint a koronát felajánló Szent István király, a jobb oldali részleté „Pázmány Péter, kezében talán az egyetemalapító oklevél, rajta quadratum.” A két töredék eredetileg a szeminárium régi épületének kapuzatán lehetett és egy „kaputimpanon részeként képzelhető el”.
Az épület hasznosítására vonatkozóan Ján Orosch nagyszombati érsek 2013. évi beiktatásán közölte, hogy a helyreállítás után az épületben érseki múzeum, levéltár és könyvtár kaphat majd helyet.